# Adolf Ermer
Adolf Ermer (Weiden, 1939. június 17. – 2010. április 7.) német nemzeti labdarúgó-játékvezető.

## Pályafutása
Játékvezetésből Weidenben vizsgázott. Vizsgáját követően a Felső-Pfalzi Labdarúgó-szövetség által üzemeltetett labdarúgó bajnokságokban kezdte sportszolgálatát. A Német labdarúgó-szövetség Játékvezető Bizottságának (JB) minősítésével 1975-től a 2. Bundesliga, majd 1981-től a Bundesliga játékvezetője. A nemzeti játékvezetéstől 1986-ban visszavonult. 2. Bundesliga mérkőzéseinek száma: 57 (1975–1986). Bundesliga mérkőzéseinek száma: 41 (1981–1986).
| Időpont             | Helyszín                   | Mérkőzés típusa             | Mérkőzés                        | Eredmény | Nézők száma |
| ------------------- | -------------------------- | --------------------------- | ------------------------------- | -------- | ----------- |
| 1981. augusztus 26. | Wildparkstadion, Karlsruhe | első Bundesliga mérkőzése   | Karlsruher SC–Arminia Bielefeld | 2 – 1    | 21 500      |
| 1986. április 11.   | Ruhrstadion, Bochum        | utolsó Bundesliga mérkőzése | VfL Bochum–Hannover 96          | 3 – 2    | 38 000      |

### A magyar labdarúgó-válogatott mérkőzései (1902–1929)
| Időpont           | Helyszín                  | Mérkőzés típusa            | Mérkőzés          | Eredmény | Nézők száma |
| ----------------- | ------------------------- | -------------------------- | ----------------- | -------- | ----------- |
| 1986. április 15. | Városi Stadion, Straubing | felkészülési (9. mérkőzés) | NSZK–Magyarország | 2 – 1    | 1800        |